# VfL Osnabrück
A VfL Osnabrück német labdarúgócsapat, Alsó-Szászországban, Osnabrückben, amely jelenleg a 3. osztályban játszik.
A csapat eredete 1899-ig nyúlik vissza, amikor utcai játékosok nem hivatalosan megalakították az FC Osnabrücköt. A hivatalos megalakulás pár évvel később történt: 1924-ben a Ballspielverein 1899 és a SuS Osnabrück egyesülésével létrejött a VfL Osnabrück, ez előtt a csapat hivatalosan a helyi tornaegyesület égisze alatt játszott. A VfL kevés sikert ért el a Harmadik Birodalom előtt, amikor is bekerültek a Gauliga Niedersachsenbe és rögtön a második helyen végeztek (1935). 1938-ban a VfL egyesült az SC Rapiddal, amelyet a VfL-ből korábban kivált játékosok alapítottak.
A második világháború után a VfL közepes eredményeket ért el, csak az 1960-as évek vége felé kezdtek el javulni.

## Sikerei
- Oberliga Nord (II) bajnok: 1969, 1970, 1971
- Oberliga Nord (II) ezüstérmes: 1972, 1973
- Oberliga Nord (III) bajnok: 1985, 1999, 2000
- Oberliga Nord (III) ezüstérmes: 1995, 2003
- Gauliga Niedersachsen (I) bajnok: 1939, 1940
- Német amatőr liga bajnok: 1995
- 3. Liga bajnok: 2010, 2019

## Jelentős játékosok
| - Anderson Bamba - Ansgar Brinkmann - Mark Burton - Joe Enochs - Everson Pereira da Silva - Markus Feldhoff | - Heinz Flotho - Heikko Glöde - Erwin Kostedde - Udo Lattek - Aaran Lines - Paul Linz | - Neale Marmon - Nagy Dániel - Patrick Owomoyela - Thomas Reichenberger - Gerd-Volker Schock - Pierre de Wit |

## Edzők
A VfL Osnabrück edzői 1963-tól sorolva
| - Emil Iszo (1963) - Walter Komorowski (1963–1964) - Radoslav Momirski (1968–1970) - Fritz Langner (1970–1971) - Erwin Türk (1971–1973) - Klaus-Dieter Ochs (1974–1975) - Reinhold Ertel (1975–1976) - Siegfried Melzig (1976–1977) - Eduard Sausmikat (1977) - Reinhard Roder (1977–1978) - Radoslav Momirski (1978–1979) - Helmut Kalthoff (1979) - Gerd Bohnsack (1979–1980) - Werner Biskup (1980–1981) | - Bernd Hoss (1981) - Carl-Heinz Rühl (1981–1984) - Rolf Grünther (1985–1988) - Antun Rudinski (1988–1989) - Rolf Schafstall (1989–1990) - Roland Koch (1990) - Rolf Grünther (1990–1991) - Ulrich Sude (1991–1992) - Hubert Hüring (1992–1993) - Hans-Werner Moors (1997–1998) - Gerd-Volker Schock (1998–1999) - Wolfgang Sidka (1999–2000) - Michael Lorkowski (2000) - Lothar Gans (2000) | - Jürgen Gelsdorf (2000–2003) - Frank Pagelsdorf (2003–2004) - Thorsten Haas (2004) - Claus-Dieter Wollitz (2004–2009) - Karsten Baumann (2009–2011) - Joe Enochs (2011) - Heiko Flottmann (2011) - Uwe Fuchs (2011) - Claus-Dieter Wollitz (2012–2013) - Alexander Ukrow (2013) - Maik Walpurgis (2013-2015) - Joe Enochs (2015-2017) - Daniel Thioune (2017-) |

## Az elmúlt évek eredményei

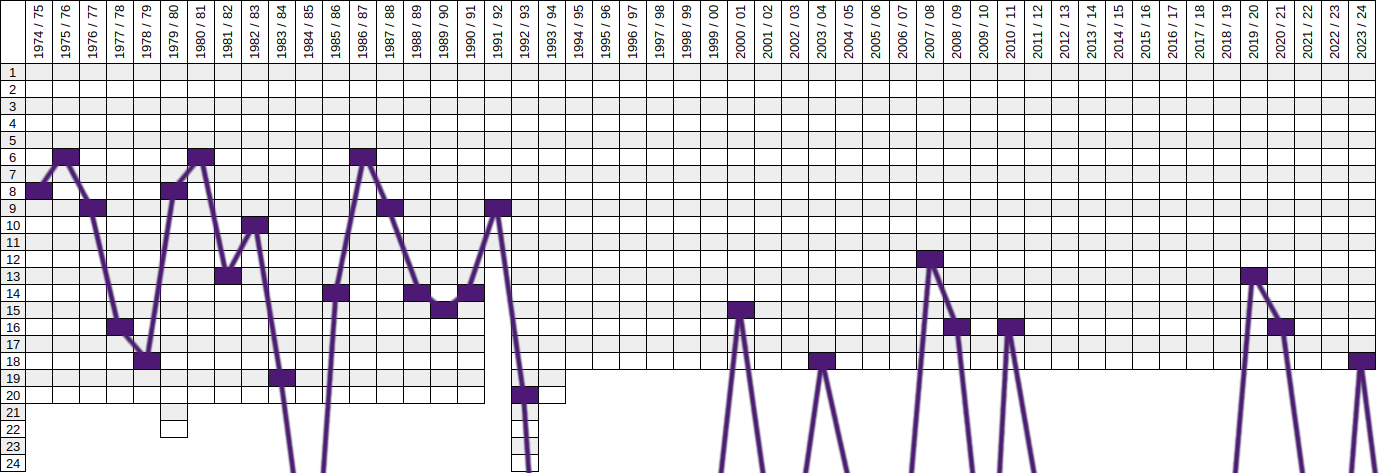
Bundesliga 2

| Szezon    | Osztály                 | Pozíció       |
| 1999–2000 | Regionalliga Nord (III) | 1. (feljutás) |
| 2000–01   | Bundesliga 2 (II)       | 15. (kiesés)  |
| 2001–02   | Regionalliga Nord (III) | 7.            |
| 2002–03   | Regionalliga Nord (III) | 2. (feljutás) |
| 2003–04   | Bundesliga 2 (II)       | 18. (kiesés)  |
| 2004–05   | Regionalliga Nord (III) | 4.            |
| 2005–06   | Regionalliga Nord (III) | 10.           |
| 2006–07   | Regionalliga Nord (III) | 2. (feljutás) |
| 2007–08   | Bundesliga 2 (II)       | 12.           |
| 2008–09   | Bundesliga 2 (II)       | 16 (kiesés)   |
| 2009–10   | 3. Liga (III)           | 1. (feljutás) |
| 2010–11   | Bundesliga 2 (II)       | 16. (kiesés)  |
| 2011–12   | 3. Liga (III)           | 7.            |
| 2012–13   | 3. Liga (III)           | 3.            |
| 2013–14   | 3. Liga (III)           | 5.            |
| 2014–15   | 3. Liga (III)           | 11.           |
| 2015–16   | 3. Liga (III)           | 5.            |
| 2016–17   | 3. Liga (III)           | 6.            |
| 2017–18   | 3. Liga (III)           | 17.           |
| 2018–19   | 3. Liga (III)           | 1. (feljutás) |